# Diego de Araciel
Diego de Araciel, compositor italiano. Diletante de origen aristocrático radicado en Milán. Hasta 2014 fue considerado erróneamente como un autor español de origen extremeño. 

## Biografía
Nace en Milán en 1786. Hijo del marqués Cesare Araciel, miembro de una dinastía de origen español establecida en Italia al menos desde el siglo XVII y de la también noble Maria Crespi.
Se desconocen, por el momento, detalles concretos sobre su periodo de formación, si bien es probable que estudiara en uno de los Colegios de Nobles que funcionaban en el Milán de finales del siglo XIX. En la Biblioteca del Conservatorio Giuseppe Verdi de Milán se conservan dos obras teóricas manuscritas de Diego de Araciel: un Tratado de Contrapunto y Fuga y un Tratado de Armonía que dan fe del rigor de su educación musical y demuestran un interés por la didáctica de la música que excede lo habitual en un noble diletante. De su competencia musical e intelectual nos queda también una breve semblanza publicada en la revista Strenna Teatrale Europea en 1846, en donde el periodista y polígrafo Francesco Regli, enfatiza la figura de Diego de Araciel, y lo sitúa entre los mejores mûsicos en el Milán del Risorgimento: "Además de ser un expertísimo violinista [Diego de Araciel] es también un buen compositor. Es conocidísimo entre nuestros diletantes, entre los cuales des taca. Poquísimos lo igualan en sabiduría y, digamos, en doctrina. No hay problema de contrapunto que no resuelva; no hay noticia que no desarrolle, comente e ilustre, no hay parte de la estética musical en la que no sacie su sed ".
Actuó ocasionalmente como director de ópera en el Teatro de la Accademia dei Filodrammatici en Milán. En la primavera de 1826 dirigió lla ópera “Bianca e Falliero”, de Rossini .
Desposado con la noble Giovanna Milani, en 1850. Adoptó y convirtió en heredera legítima a Camilla Benzoni (1816-1870), hija de una familia de artistas, autora de diversos retratos de la aristocracia residente en Milán. Diego de Araciel fallece en 1866.
En el año 2004 fueron descubiertos, gracias a la investigación de Luis Llácer, viola del Cuarteto Canales y del Jefe de Biblioteca del Real Conservatorio Superior de Música de Madrid, Carlos José Gosálvez, en la biblioteca de la abadía benedictina de Seitenstetten (Austria) tres cuartetos de cuerda inéditos, escritos probablemente en Milán entre los años 1815 y 1835.
Su biografía y trayectoria compositiva fue reconstruida por el musicólogo Juan Pablo Fernández-Cortés en 2014 en un artículo en el que demostró su origen italiano y las conjeturas sobre su origen español que se habían perpetuado en su biografía desde finales del siglo XIX.
Pueden encontrarse las partituras de sus "Tre terzetti" en la Biblioteca del Congreso en Washington y aparece también citado en tratados húngaros.

## Obra
- “Tre terzetti per serenata a violino, viola e chitarra" Milano: G. Ricordi, [1818]
- “48 waltzer variati a guisa d'improvvissi per violino solo d' accompagnarsi ad orecchio. Milano: G. Ricordi, [1827]

- “Seis valzer con trio e coda, ridotti dall' Autore per piano-forte. Milano: Luigi Bertuzzi, [tra il 1820 e il 1831]

- “Duetos”
- “Canciones, arias operísticas”:

1. “Ah non sa”, 1826
2. “Luigi dal caro bene”, incluida en una antología con otras composiciones vocales de varios autores

- Cuarteto de cuerdas nº 1, en fa mayor:

1. Allegro agitato
2. Minuetto: Allegretto. Trío: Allegretto
3. Andante sostenuto
4. Finale: Rondó Allegro non tanto

- Cuarteto de cuerdas nº 2, en mi bemol mayor

1. Allegro non tanto
2. Minuetto
3. Andante mosso
4. Allegro vivace

- Cuarteto de cuerdas nº 3, en re menor

1. Allegro
2. Minuetto. Trío
3. Andante mosso
4. Allegro finale

- “Sinfonía”
- Due quintetti per serenata a due violini due viole, e violoncello. Milano: presso Ferdinando Artaria, [tra il 1805 e il 1837]

## Estilo
Según el profesor Juan Sebastián Solana, las composiciones de Diego de Araciel adoptarían las cualidades propias del gusto italianizante de su época. Así, destaca estas cuatro:
- Melodismo de características “belcantísticas”
- Brillantez, reflejada en su escritura concertante, con alternancia de solos virtuosísticos de gran dificultad (sobre todo para el primer violín) y en las variaciones, tan de moda en esta época, para mostrar las posibilidades técnicas de los distintos instrumentos.
- Teatralidad en sus introducciones y recitativos
- Gracia en los movimientos rápidos y de danza (polonesa, zapateado, tarantela, etc.)